# Tywardreath
Tywardreath är en ort i civil parish Tywardreath and Par, i distriktet Cornwall, i grevskapet Cornwall, i England. Byn nämndes i Domedagsboken (Domesday Book) år 1086, och kallades då Tywardrai.